# Metriocnemus longipalpus
Metriocnemus longipalpus är en tvåvingeart som beskrevs av Sinharay och Chaudhuri 1978. Metriocnemus longipalpus ingår i släktet Metriocnemus och familjen fjädermyggor. Inga underarter finns listade i Catalogue of Life.